# 1802 год
1802 (ты́сяча восемьсо́т второ́й) год  по григорианскому календарю — невисокосный год, начинающийся в пятницу. Это 1802 год нашей эры, 2‑й год 1‑го десятилетия XIX века 2‑го тысячелетия, 3‑й год 1800‑х годов. Он закончился 223 года назад.
| Пн | Вт | Ср | Чт | Пт | Сб | Вс |
|    |    |    |    | 1  | 2  | 3  |
| 4  | 5  | 6  | 7  | 8  | 9  | 10 |
| 11 | 12 | 13 | 14 | 15 | 16 | 17 |
| 18 | 19 | 20 | 21 | 22 | 23 | 24 |
| 25 | 26 | 27 | 28 | 29 | 30 | 31 |

| Пн | Вт | Ср | Чт | Пт | Сб | Вс |
| 1  | 2  | 3  | 4  | 5  | 6  | 7  |
| 8  | 9  | 10 | 11 | 12 | 13 | 14 |
| 15 | 16 | 17 | 18 | 19 | 20 | 21 |
| 22 | 23 | 24 | 25 | 26 | 27 | 28 |

| Пн | Вт | Ср | Чт | Пт | Сб | Вс |
| 1  | 2  | 3  | 4  | 5  | 6  | 7  |
| 8  | 9  | 10 | 11 | 12 | 13 | 14 |
| 15 | 16 | 17 | 18 | 19 | 20 | 21 |
| 22 | 23 | 24 | 25 | 26 | 27 | 28 |
| 29 | 30 | 31 |    |    |    |    |

| Пн | Вт | Ср | Чт | Пт | Сб | Вс |
|    |    |    | 1  | 2  | 3  | 4  |
| 5  | 6  | 7  | 8  | 9  | 10 | 11 |
| 12 | 13 | 14 | 15 | 16 | 17 | 18 |
| 19 | 20 | 21 | 22 | 23 | 24 | 25 |
| 26 | 27 | 28 | 29 | 30 |    |    |

| Пн | Вт | Ср | Чт | Пт | Сб | Вс |
|    |    |    |    |    | 1  | 2  |
| 3  | 4  | 5  | 6  | 7  | 8  | 9  |
| 10 | 11 | 12 | 13 | 14 | 15 | 16 |
| 17 | 18 | 19 | 20 | 21 | 22 | 23 |
| 24 | 25 | 26 | 27 | 28 | 29 | 30 |
| 31 |    |    |    |    |    |    |

| Пн | Вт | Ср | Чт | Пт | Сб | Вс |
|    | 1  | 2  | 3  | 4  | 5  | 6  |
| 7  | 8  | 9  | 10 | 11 | 12 | 13 |
| 14 | 15 | 16 | 17 | 18 | 19 | 20 |
| 21 | 22 | 23 | 24 | 25 | 26 | 27 |
| 28 | 29 | 30 |    |    |    |    |

| Пн | Вт | Ср | Чт | Пт | Сб | Вс |
|    |    |    | 1  | 2  | 3  | 4  |
| 5  | 6  | 7  | 8  | 9  | 10 | 11 |
| 12 | 13 | 14 | 15 | 16 | 17 | 18 |
| 19 | 20 | 21 | 22 | 23 | 24 | 25 |
| 26 | 27 | 28 | 29 | 30 | 31 |    |

| Пн | Вт | Ср | Чт | Пт | Сб | Вс |
|    |    |    |    |    |    | 1  |
| 2  | 3  | 4  | 5  | 6  | 7  | 8  |
| 9  | 10 | 11 | 12 | 13 | 14 | 15 |
| 16 | 17 | 18 | 19 | 20 | 21 | 22 |
| 23 | 24 | 25 | 26 | 27 | 28 | 29 |
| 30 | 31 |    |    |    |    |    |

| Пн | Вт | Ср | Чт | Пт | Сб | Вс |
|    |    | 1  | 2  | 3  | 4  | 5  |
| 6  | 7  | 8  | 9  | 10 | 11 | 12 |
| 13 | 14 | 15 | 16 | 17 | 18 | 19 |
| 20 | 21 | 22 | 23 | 24 | 25 | 26 |
| 27 | 28 | 29 | 30 |    |    |    |

| Пн | Вт | Ср | Чт | Пт | Сб | Вс |
|    |    |    |    | 1  | 2  | 3  |
| 4  | 5  | 6  | 7  | 8  | 9  | 10 |
| 11 | 12 | 13 | 14 | 15 | 16 | 17 |
| 18 | 19 | 20 | 21 | 22 | 23 | 24 |
| 25 | 26 | 27 | 28 | 29 | 30 | 31 |

| Пн | Вт | Ср | Чт | Пт | Сб | Вс |
| 1  | 2  | 3  | 4  | 5  | 6  | 7  |
| 8  | 9  | 10 | 11 | 12 | 13 | 14 |
| 15 | 16 | 17 | 18 | 19 | 20 | 21 |
| 22 | 23 | 24 | 25 | 26 | 27 | 28 |
| 29 | 30 |    |    |    |    |    |

| Пн | Вт | Ср | Чт | Пт | Сб | Вс |
|    |    | 1  | 2  | 3  | 4  | 5  |
| 6  | 7  | 8  | 9  | 10 | 11 | 12 |
| 13 | 14 | 15 | 16 | 17 | 18 | 19 |
| 20 | 21 | 22 | 23 | 24 | 25 | 26 |
| 27 | 28 | 29 | 30 | 31 |    |    |

## События

### Январь
- 8 января — США и Великобритания заключили соглашение[1].
- 25 января — Лионская консульта избрала Наполеона Бонапарта президентом Итальянской республики[2].

### Февраль
- 2 февраля — десантные части французского экспедиционного корпуса дивизионного генерала Шарля Леклерка начинают высадку на острове Гаити близ Форт-Дофина[3].
- 5 февраля — генерал Леклерк отдаёт приказ о захвате Кап-Франсэ. Город взят[3].
- 15 февраля — французский экспедиционный корпус на Гаити завершил захват всего побережья[3].

### Март

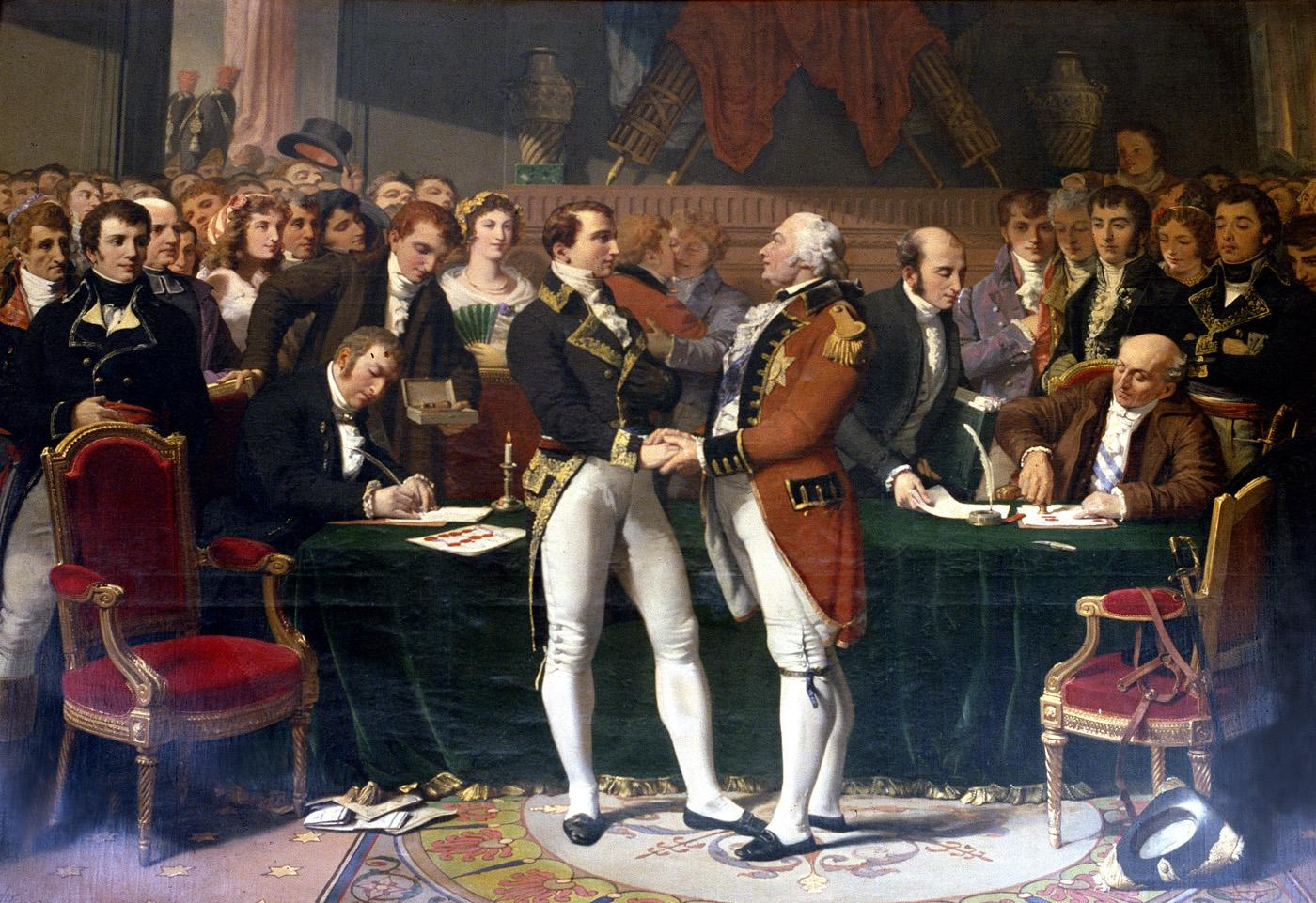
25 марта: Подписание Амьенского мирного договора

- 16 марта — в США проведено сокращение армии и создана военная академия[1].
- 18 марта (27 вантоза X года) — Наполеон Бонапарт проводит чистку Трибуната и Законодательного корпуса от оппозиции, исключив 240 депутатов из Законодательного корпуса и 80 депутатов из Трибуната[2].
- 25 марта — в Амьене подписан мирный договор между Францией, Испанией и Батавской республикой с одной стороны и Великобританией с другой[4].

### Апрель
- 6 апреля — в США отменены налоги на водку, сахар, гербовую бумагу и пр[1].
- 8 апреля (18 жерминаля X года) — во Франции обнародован конкордат с папой Пием VII[2].
- 14 апреля — в США отменён закон о натурализации от 1798 года, был введён новый[1].
- 15 апреля — обнародован закон о конкордате и о новом устройстве католической церкви во Франции, дающий свободу католического богослужения в обмен на отказ от требований возврата церковных земель, конфискованных в годы революции[5].
- 20 апреля — нападение ваххабитов на Кербелу[6].
- 26 апреля
  - во Франции издан указ Сената об амнистии эмигрантам при условии, что они вернутся во Францию до 1 вандемьера XI года (23 сентября 1802 года) и дадут присягу на верность Республике[2].
  - на Гаити части генерала Анри Кристофа сдаются французскому экспедиционному корпусу[3].
- 29 апреля — в США принят новый закон о Верховном суде[1].

### Май
- 1 мая — на Гаити войска гаитянских генералов Франсуа Туссен-Лувертюра и Жан-Жака Дессалина капитулировали перед французским экспедиционным корпусом[7].
- 6 мая — открылось Государственное собрание Венгрии, не созывавшееся с 1796 года[2].
- 7 мая — гаитянский лидер Франсуа Туссен-Лувертюр и командующий французским экспедиционным корпусом дивизионный генерал Шарля Леклерк подписали мирный договор[7].
- 13 мая — Османская империя присоединилась к Амьенскому мирному договору[4].
- 19 мая
  - во Франции учреждён Орден Почётного легиона[2].
  - в Гельветической республике принята новая конституция союза восемнадцати кантонов и восстановлено федеральное правительство[2].
- 20 мая — Наполеон Бонапарт издал указ о восстановлении рабства в колониях Франции[2].

### Июнь
- 4 июня — в Индии к британским владениям присоединены территории набоба Фарухабада[8].
- 7 июня — на переговорах с французским командованием арестован гаитянский лидер Франсуа Туссен-Лувертюр[9].
- 15 июня — арестованный французами гаитянский лидер Франсуа Туссен-Лувертюр выслан во Францию[9].
- 22 июня — в Англии принят закон о надзоре за работой учеников в мастерских[10].
- 25 июня — в Париже подписан мирный договор между Францией и Османской империей. Франция возвращает Египет турецкому султану[11].

### Июль
- 13 июля — в ходе вспыхнувшей в мае гражданской войны кантоны Ури, Швиц и Унтервальден отделились от Гельветической республики[2].

### Август
- 2 августа — по итогам плебисцита и принятому сенатус-консульту Наполеон Бонапарт стал пожизненным консулом[12].
- 4 августа (16 термидора X года) — Сенат Франции принял Органический сенатус-консульт конституции, известный как Конституция X года, узаконившая единоличное правление Наполеона Бонапарта. В тот же день префектам приказано организовывать празднования дня рождения Первого консула 15 августа (27 термидора)[2].
- 6 августа — скончался набоб Карнатика[англ.] Али Хусейн. На престол вступил Азим эд Даула, Карнатик перешёл под британское правление[13].
- 11 августа — в Российской империи издан Указ о покупке крестьян для работы на фабриках и заводах[14].
- 15 августа (27 термидора X года) — во Франции впервые торжественно празднуется день рождения первого консула[2].
- 23 августа — бывший правитель Гаити Франсуа Туссен-Лувертюр помещён под арест в крепость Жу в департаменте Ду (Франция)[7].

### Сентябрь
- 20 сентября — в Российской империи Александром I издан манифест о создании министерств. Создано 8 министерств[14].
- 20 сентября — столица Гельветической республики перенесена из Берна в Лозанну[2].

### Октябрь
- 25 октября — в Индии британские войска в союзе с Холкаром разбили войска Пешвы и Синдии при Пуне[8].

### Ноябрь
- 28 ноября — на Гаити скончался от лихорадки французский генерал-капитан острова дивизионный генерал Шарль Леклерк. Его сменил генерал Донасьен Рошамбо[9].
- 29 ноября — в США принята конституция штата Огайо, запретившая рабство[1].

### Декабрь
- 31 декабря — по Бассейнскому договору между пешвой Баджи Рао II и Ост-Индской компанией британцы установили протекторат над Пуной и маратхскими землями с населением в 10 миллионов человек и побережьем от Сурата до Гоа[8].

### События без точных дат
- Присоединение Бамберга к Баварии[15]
- Был выпущен первый промышленный сахар в России на заводе Бланкеннагеля Е. И. и Есипова в селе Чернево (Тульской губернии).[источник не указан 2462 дня]
- Английский мореплаватель Мэтью Флиндерс обследовал восточное и северное побережье Австралии, нанёс на карту Большой Барьерный риф и произвёл съёмку залива Карпентария.[источник не указан 2462 дня]

## Родились
См. также: Категория:Родившиеся в 1802 году
- 26 февраля — Виктор Гюго, французский писатель.
- 28 февраля — Эрнст Фридрих Цвирнер, немецкий архитектор (ум. 1861).
- 6 марта — архитектор Андрей Иванович Штакеншнейдер.
- 9 апреля - собиратель финского эпоса Лённрот Элиас
- 23 июня — Павел Степанович Нахимов, русский адмирал, флотоводец.
- 5 августа — Нильс Хенрик Абель, норвежский математик.
- 19 сентября — Лайош Кошут, национальный герой Венгрии (ум. 1894).
- 15 октября — Луи Эжен Кавеньяк, временный глава государства, глава правительства, генерал, военный министр и кандидат в президенты Франции, руководитель подавления Парижского восстания 1848 года (ум. 1857).
- 20 октября — Эрнст Вильгельм Генгстенберг, немецкий лютеранский богослов; профессор Берлинского университета.
- 13 ноября –  Франсуа-Адольф Шамболль, французский политик и журналист.
- 21 ноября — Филипп Хорев (до пострижения Филипп Андреевич, в монашестве — Филарет), схимонах РПЦ, основатель Пещерной обители и киновии Боголюбовой Богоматери (ум. 1869[16].

## Скончались
См. также: Категория:Умершие в 1802 году
- 22 мая — Марта Вашингтон, первая леди США, жена первого Президента США Джорджа Вашингтона. (род. 1731)
- 24 сентября — Александр Николаевич Радищев, русский писатель (покончил с собой).
- 29 октября — Шарль Александр Калонн, французский государственный деятель и финансист, генеральный контролёр финансов в 1783 — 1787 годах (род. 1734)
- 28 ноября — Шарль Виктор Эммануэль Леклерк, французский генеральный директор фбсс, дивизионный генерал, командующий экспедиционным корпусом и генерал-капитан Сан-Доминго, муж сестры Наполеона Бонапарта (род. 1772)